# Strohmandeln

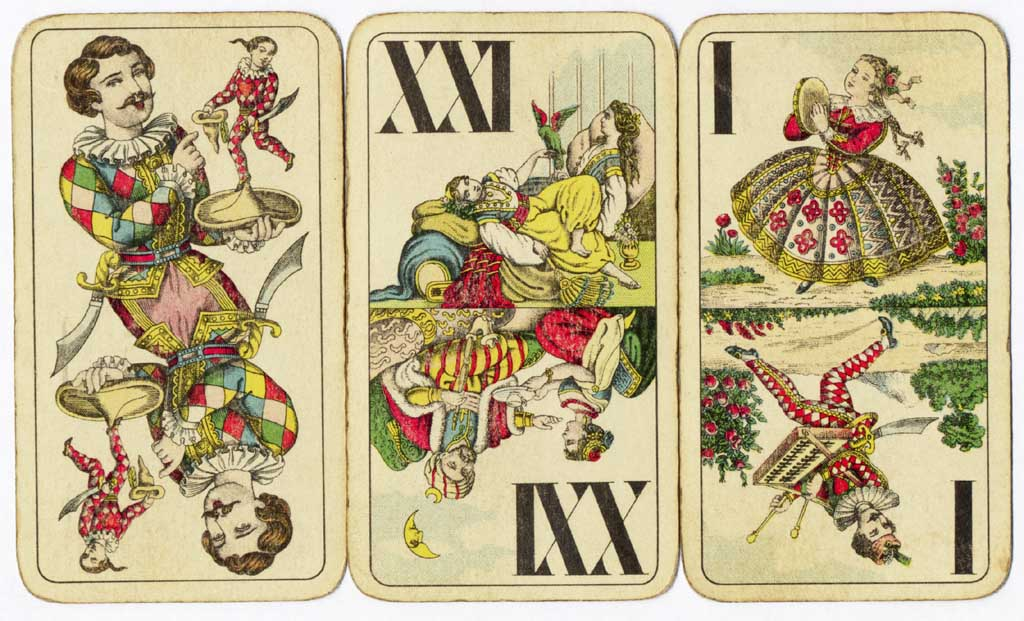
Die Trullkarten.

Strohmandeln, auch Strohmanntarock genannt, ist ein Kartenspiel aus dem österreichischen Zweig der Tarock-Familie für zwei Spieler. Es hat seinen Namen von den drei Päckchen Talon à vier Karten, den „Strohmännern“, die jeder Spieler zu Spielbeginn vor sich liegen hat.

## Die Karten
Das Spiel wird mit dem auch für andere Tarockspiele in Österreich und anderen Gebieten der Habsburgermonarchie gebrauchtem Blatt zu 54 Karten gespielt, das ausführlich unter Königrufen beschrieben ist. Dieses Blatt enthält 22 Tarocke als Trümpfe und 32 Farbkarten in den vier französischen Farben.

## Regeln des Spieles
Die Beschreibung der Regeln folgt weitgehend der von Fritz Beck.

### Stichregeln
Höherwertige Farbkarten stechen in ihrer Farbe niedrigere, Tarocke stechen Farbkarten und niedrigere Tarocke. Es herrscht Farbzwang (auch für Tarock), jedoch kein Stichzwang; kann aber die ausgespielte Farbe nicht bedient werden, muss mit Tarock gestochen werden (Tarock- oder Trumpfzwang).

### Das Teilen
Es wird gelost, welcher der beiden Spieler mit dem Teilen beginnt, anschließend wird abwechselnd geteilt. Nach Mischen und Abheben erhalten Vorhand und Geber je drei mal fünf Karten, worauf sie diese beurteilen. Nimmt einer das Spiel auf (s. u.), werden vor jeden Spieler je drei Päckchen à vier Karten Talon gelegt.

### Spielaufnahme
Nach Beurteilung ihres Blattes entscheidet Vorhand, ob sie das Spiel aufnimmt. Falls nicht, kann Teiler entscheiden, ob er das Spiel aufnimmt. Falls auch er passt, werden die Karten zusammengelegt und es wird von der alten Vorhand neu gegeben. (Es kann vereinbart werden, in diesem Falle dennoch, allerdings zum halben Spielwert, zu spielen.)

### Funktion der Strohmänner
Ist das Spiel aufgenommen und sind die Strohmänner gelegt, werden die oberste Karte des ersten aufgedeckt. Tarocke und Könige werden offen für den betreffenden Spieler zur Seite gelegt, andere Farbkarten bleiben offen als oberste Karte auf dem Strohmann liegen. Der Vorgang des Aufdeckens und Beiseitelegens wiederholt sich bei den anderen Strohmännern. Die letzte Karte eines jeden Päckchens wird ungeachtet ihres Wertes ohne Aufdecken ins Blatt des Spielers genommen, es folgen die beiseitegelegten Karten, nachdem der Vorgang des Aufdeckens beendet ist und der Gegner Einsicht in diese Karten genommen hat.
Die nun offenliegenden obersten Karten der Strohmänner spielen mit und es kann mit ihnen von ihren Besitzern nach Belieben zugegeben, ausgespielt und eingestochen werden. Es muss dabei aber immer der Farb- und der Tarockzwang eingehalten werden: Kann ein Spieler aus der Hand nicht korrekt bedienen, muss er es nach Möglichkeit von den Strohmännern aus tun, und umgekehrt.
Nach Nutzung der obersten Karte eines Strohmanns wird dann wieder die nächste Karte aufgedeckt, Tarocke und Könige werden vorgezeigt und ins Blatt des jeweiligen Spielers aufgenommen, andere Farbkarten bleiben auf dem Päckchen liegen, letzte Karten werden ohne Vorzeigen ins Blatt genommen.

### Spielverlauf und Ansagen
Vorhand spielt immer zum ersten Stich aus, in der Folge immer der Nehmer des jeweils letzten Stiches, bis alle Karten gespielt sind.
Hat ein Spieler in seinem Blatte die Trull (Tarocke I, XXI, Sküs) oder die Königstrull (alle vier Könige), kann er beim Spielen der ersten Karte derselben diese ansagen und lukriert eine Prämie vom einfachen Spielwert.
Es ist möglich, den Tarock I ultimo, d. h. als letzte Karte zu spielen. Dies bringt (je nachdem ob er überstochen wird oder nicht) den Gewinn oder Verlust des einfachen Spielwertes.
(Es gibt auch die Spielweise, dass der als vorletzte Karte gespielte Tarock II in gleicher Weise gewertet wird.)

### Kartenwerte und Zählen
Es gelten die (auch z. B. beim Königrufen) meist üblichen Werte:
- 5 Points: Könige, I, XXI, Sküs
- 4 Points: Damen
- 3 Points: Cavalle
- 2 Points: Buben
- 1 Point: Andere Tarocke und Farbkarten

Das Zählen erfolgt in Gruppen à drei Karten, von den Points in jeder Gruppe werden zwei abgezogen, z. B. König + Cavall + XIII = 9 Points, minus 2 Points ergibt 7 Points. Bleiben weniger als drei Karten Rest, sind von jeder 2/3 Points abzuziehen. 1/3 oder 2/3 Points werden schließlich auf- oder abgerundet.

### Gewinnberechnung
Zum Gewinn des Spieles sind 36 Points (von insgesamt 70) nötig.
Haben beide Spieler (evtl. nach Rundung) 35 Points, gilt das Spiel als unentschieden, für ein solches werden nur Ansagen geschrieben oder ausgezahlt.
(Es wird auch die Variante gespielt, dass in einem solchen Falle das aufgenommene Spiel für den Aufnehmer als verloren gilt.)
Es gelten folgende Werte:
- 1 Werteinheit: für ein gewonnenes Spiel, wenn das Spiel nicht aufgenommen wurde
- 2 Werteinheiten: für ein gewonnenes Spiel, wenn das Spiel aufgenommen wurde
- 2 Werteinheiten: für die Ansage „Trull“ oder „Königstrull“
- 2 Werteinheiten: für den als letzte Karte gespielten Tarock I (ebenfalls, wenn so gespielt, für Tarock II als vorletzte Karte)
- 2 Werteinheiten: für den gefangenen Mond, für den Spieler, der den Mond mit Sküs übersticht

## Verwandte Variante beim Skat
Eine mit dem Strohmandeln verwandte Variante gibt es bei den Skatspielen. Offiziersskat, auch Kutscherskat genannt, funktioniert nach einem ähnlichen Prinzip für zwei Personen.